# Zords in Power Rangers: Lightspeed Rescue
De Zords gebruikt in Power Rangers: Lightspeed Rescue waren gemaakt door de Lightspeed organisatie en werden onderhouden door Angela Fairweather en haar team.

## Lightspeed Rescuezords
De eerste vloot van Zords gebruikt in Power Rangers: Lightspeed Rescue waren reddingsvoertuigen die naast vechten met monsters ook konden dienen om mensen te redden.
- Pyro Rescue 1, een brandweerwagen Zord bestuurd door Carter Grayson.
- Aqua Rescue 2, een watervoertuig/bluswagen Zord bestuurd door Chad Lee.
- Aero Rescue 3, een reddingsjet Zord bestuurd door Joel Rawlings.
- Haz Rescue 4, een pantserwagen Zord bestuurd door Kelsey Winslow.
- Med Rescue 5, een ambulance Zord bestuurd door Dana Mitchell.

De Zords werden door de Rail Rescuers naar de plek van bestemming vervoerd.
Deze zords waren niet de eerste met de naam Rescue Zords. In Power Rangers: Turbo kwamen ook rescuezords voor. Deze zords hebben echter geen band met elkaar.

### Hydro Mode
Aqua Rescue 2, Haz Rescue 4 en Med Rescue 5 konden combineren tot de Hydro Mode. Hydro Mode was in feite een “halve megazord” (alleen de benen en onderkant van de torso. Hydro Mode kon branden blussen en monsters afleiden.

### Lightspeed Megazord
De primaire Megazord van de Lightspeed Rangers. Bij de formatie tilde Aero Rescue 3 Pyro Rescue 1 boven op de Hydro Mode zodat deze de Torso en armen kon vormen. Aero Rescue 3 vormde het hoofd. Dit was de eerste megazord combinatie waarbij de afzonderlijke zords niet gewoon naar elkaar toevlogen om te combineren, maar elkaar moesten helpen.
De Lightspeed Megazord kon zijn armen uitstrekken tot 2 of 3 keer hun normale lengte en zo op afstand dreunen uitdelen. Als primaire wapen had de megazord een zwaard. De Lightspeed megazord werd vernietigd door Diabolico en Olympius tegen het einde van de serie.

## Rail Rescues
De Rail Rescues waren in eerste instantie vijf treinwagons die de Rescue Zords naar de plaats van bestemming brachten. Later werd onthuld dat ze zelf ook zords waren. Hoewel ze niet alleen konden vechten konden ze wel een krachtige megazord vormen.

### Supertrain Megazord
De Rail Rescues konden via een omhoog lopend stuk treinrails worden gelanceerd en in de lucht transformeren tot de Supertrain Megazord. De Supertrain Megazord was groter dan de standaard Megazords, en bewapend met raketten en een turbine wapen, ook wel bekend als Gatling Blasters. De Supertrain verbruikte erg veel energie en werd al bijna vernietigd bij zijn eerste gevecht omdat hij overbelast raakte. Tegen het eind van de serie werd hij vernietigd door Diabolico en Olympius. Rail Rescue 1 en Rail Rescue 2 vormden de armen, Rail Rescue 3 hoofd en torso, Rail Rescue 4 en Rail Rescue 5 de benen.

## Max Solarzord
Een spaceshuttle Zord bestuurd door Ryan Mitchell, de Titanium Ranger. De Max Solarzord kon zowel alleen vechten als combineren met de Lightspeed Megazord. Tevens kreeg hij later de functie om de Rail Rescue’s de ruimte in te lanceren. Max Solarzord was iets kleiner dan de normale megazords, maar wel veer wendbaarder en sterker. Hij was gewapend met een schild dat tevens een laser bevatte. Toen Ryan het team verliet kreeg de Max Solarzord een afstandsbediening ingebouwd. De zord werd vernietigd door Olympius en Diabolico.

### Lightspeed Solarzord
De combinatie van de Lightspeed Megazord en Max Solarzord. De Lightspeed Solarzord kon energie van de zon of van een vijandelijke aanval absorberen en gebruiken om zijn eigen kanonnen op te laden. Volledig opgeladen konden de kanonnen van de Lightspeed Solarzord vrijwel alles vernietigen.

## Omegazords
De tweede vloot van zords, gebaseerd op ruimteschepen. Deze zords werden net als de Rescue Zords opgeslagen in de Rail Rescues, die door Max Solarzord de ruimte in werden gelanceerd.
- Omegazord 1, bestuurd door Carter Grayson.

- Omegazord 2, bestuurd door Chad Lee.

- Omegazord 3, bestuurd door Joel Rawlings.

- Omegazord 4, bestuurd door Kelsey Winslow.

- Omegazord 5, bestuurd door Dana Mitchell.

### Omega Crawler
De Omega Crawler was de eerste combinatiemogelijkheid van de Omega zords. Dit was een vierbenig voertuig met een laserkanon bovenop.

### Omega Megazord
De Omega Megazord is de bekendste combinatie van de Omegazords. Het primaire wapen van de Omega Megazord was een staf, waarmee hij de Omega Missile kon afvuren. De megazord kon ook het zwaard van de Lightspeed Megazord gebruiken. In het gevecht met Trakeena kreeg de Omega Megazord tijdelijk een powerup van de Lights of Orion (van de Lost Galaxy Rangers). De Omega Megazord raakte zwaar beschadigd in het gevecht met Diabolico en Olympius, maar was nog wel functioneel. Hij werd later gekaapt door Jinxer en gebruikt om een aantal enorme stenen op hun plaats te zetten voor een ceremonie. Carter en Ryan vernietigden de megazord met Jinxer er nog in.
Omegazord 1 vormde hoofd en torso, Omegazord 2 de armen, Omegazord 3 het middel en de bovenkant van de benen, Omegazord 4 en Omegazord 5 vormden de onderkant van de benen.

## Lifeforce Megazord
De Lifeforce Megazord was een unieke megazord die slechts eenmaal werd gebruikt. Deze megazord bestond niet uit afzonderlijke onderdelen en was in feite een zwartgeverfde versie van de Lightspeed Solarzord. De Megazord gebruikte de levensenergie van de rangers zelf als krachtbron en was daarom veel sterker dan de andere megazords. Hij werd ingezet om Olympius en Diabolico te verslaan nadat die alle andere zords hadden uitgeschakeld. Later werd de megazord gekaapt door een groep Batlings en gebruikt voor een aanval op de Lightspeed basis. In hun vluchtpoging met een duikboot vernietigden de Rangers de gestolen Megazord met een paar torpedo’s.

## Notitie
Veel fans van de serie zijn van mening dat de Lightspeed en Supertrain Megazords niet vernietigd zijn maar slechts zwaar beschadigd waren. In de aflevering "The Fate of Lightspeed, Part 1" is op een scherm te zien hoe een crew van monteurs de wrakstukken van de Megazords ophaalt, wat voor sommige fans het teken was dat ze Zords wellicht niet onherstelbaar beschadigd waren.
Een andere theorie omtrent de zords en de serie in zijn geheel is dat Lightspeed en Space Patrol Delta een en dezelfde organisatie zijn. Dit is te zien aan de overeenkomsten in de zords. Beide hebben namelijk:
- 5 hoofdzords + bijbehorende combinatie met als thema reddingsvoertuigen en politievoertuigen
  - Lightspeed Rescuezords/Lightspeed Megazord van Lightspeed
  - Delta Runners/Delta Squad Megazord van S.P.D.
- Een extra grote zord die zowel de eerste vloot van 5 zords als de tweede vloot van 5 zords bevat.
  - Rail Rescues/Supertrain Megazord van Lightspeed.
  - Delta Command Megazord van S.P.D.
- Een enkele zord voor de zesde ranger, die kan combineren met de primaire megazord
  - Max Solarzord van Lightspeed
  - Omegamax Cycle van S.P.D.
- Een tweede vloot van 5 zords gebaseerd op ruimtevoertuigen
  - Omegazords/Omega Megazord van Lightspeed
  - S.W.A.T. Flyers/S.W.A.T. Megazord van S.P.D.